# Robert Hébras
Ne doit pas être confondu avec Simon Hébras.
Robert Hébras, né le 29 juin 1925 à Oradour-sur-Glane (Haute-Vienne) et mort le 11 février 2023 à Saint-Junien (Haute-Vienne), est l'une des six personnes à avoir survécu au massacre perpétré dans cette localité le 10 juin 1944 et devenu, dans la France de l’après-guerre, un symbole national des atrocités nazies.

## Biographie

### Origines familiales
Robert Hébras est le troisième enfant de Jean Hébras (1881-1974), originaire de Luchapt dans la Vienne, et Marie-Louise Hébras, née Mérigout, née en 1893 à Saint-Bonnet-de-Bellac, en Haute-Vienne. Il a une demi-sœur, Juliette (dite Odette, 1919-2006), et deux sœurs : Georgette, infirmière, née en 1922, et Denise, née en 1935.
Seuls son père et sa sœur aînée Odette sont rescapés du massacre.

### Le 10 juin 1944
Robert Hébras, Jean-Marcel Darthout, Mathieu Borie, Clément Broussaudier, Yvon Roby ainsi que Pierre-Henri Poutaraud, sont les seuls civils qui ont survécu à l’exécution menée avec des mitrailleuses. Ils sont restés couchés – en partie sous le corps de leurs camarades – dans la grange Laudy et ont fait semblant d’être morts, car les membres de la SS (Schutzstaffel, de l'allemand « escadron de protection ») montaient sur les corps et achevaient quiconque bougeait encore. Un quart d’heure après les exécutions, la SS a mis le feu à la grange afin d’effacer les traces de leurs exactions. Pierre-Henri Poutaraud s’est enfui dès le départ du feu et a été assassiné près du cimetière.
Les cinq autres hommes sont restés couchés sous les corps qui se consumaient jusqu’au moment où ils ont craint pour leur propre vie. Trois des cinq hommes qui ont réussi à fuir le village en feu étaient gravement blessés ; Robert Hébras l'était à la poitrine, à une jambe et au poignet droit. La moitié de la famille Hébras – la mère et deux des filles – a péri lors du massacre. À l'exception du fils, Robert, n'ont survécu que la fille aînée, qui n’habitait plus à Oradour, et le père (celui-ci se trouvait, au moment des faits, dans un village voisin, où il aidait un fermier de ses amis).
Marguerite Rouffanche est la seule femme à avoir survécu au massacre. Les femmes et les enfants étaient réunis dans l'église du village où ils ont suffoqué, été mitraillés ou brûlés vivants par le feu provoqué par les soldats SS. Les 207 enfants et bébés ainsi que 254 femmes ont péri alors que Marguerite Rouffanche, profitant d'un nuage de fumée, s'échappa par une fenêtre de l'église et gagna le jardin voisin, n'étant que légèrement blessée.
Après le 10 juin 1944, Robert Hébras a participé activement à la Résistance contre le national-socialisme et combattu aussi sur le champ de bataille. Ainsi, fin juin, il rallie le groupe de maquisards dit de Fromental, à Cieux, près d'Oradour. Il contribue à réparer des véhicules, puis après un important parachutage d'armes mi-juillet, il prend part à des combats et réchappe à une embuscade meurtrière aux Rivauds, le 7 août,.

### Après-guerre

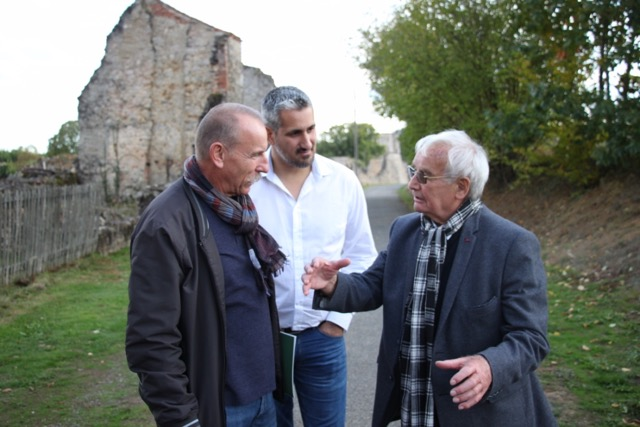
Robert Hébras dans les ruines d'Oradour-sur-Glane avec des membres de l'association Les Francs-Tireurs Lorrains.

En 1953 se tient le procès de Bordeaux où sont jugés les SS présents à Oradour le 10 juin 1944. Robert Hébras y témoigne de ce qu'il a vécu ce jour-là.
En 1983, il assiste à un procès en RDA contre l'un des bourreaux d’Oradour, Heinz Barth.
Le reste de sa vie, il s’engage pour la réconciliation entre l’Allemagne, la France et l'Autriche. Malgré son âge, il entreprend des visites guidées dans les ruines du village martyr, ouvert à des interviews, à des projets de vidéo, particulièrement pour la jeunesse.
Robert Hébras est marié, a un fils et trois petits-enfants et vit à Saint-Junien, près d’Oradour.

### Polémique
Robert Hébras est condamné le 14 septembre 2012 à un euro symbolique de dommages et intérêts et à 10 000 euros de frais de justice pour avoir émis des doutes sur le caractère forcé de l’enrôlement d’Alsaciens dans les Waffen-SS dans son livre Oradour-sur-Glane : le drame heure par heure, publié en 1994. Il y écrit : « Parmi les hommes de main, quelques Alsaciens enrôlés soi-disant de force dans les unités SS. » À la suite des protestations des Associations des évadés et incorporés de force (Adeif) du Bas-Rhin et du Haut-Rhin qui demandent le retrait du livre des librairies, il nuance ce propos dans les éditions suivantes mais, dans un nouveau retirage en 2009, il reprend sa version initiale.
La cour d’appel de Colmar estime que Robert Hébras « a outrepassé les limites de la liberté d’expression en mettant en doute le caractère forcé et non volontaire de l’incorporation de force de jeunes Alsaciens dans les unités allemandes de Waffen SS. » Elle considère par ailleurs que Robert Hébras ne peut pas se prévaloir de la qualité de témoin, car à l’époque du massacre « il n’avait pas distingué les Allemands nazis des Alsaciens portant tous le même uniforme » et qu’il était « encore moins témoin de l’incorporation de force des Alsaciens dans les unités allemandes. » L’incorporation de force, estime la cour d’appel, est une « vérité historiquement et judiciairement établie. »
Robert Hébras affirme que le nouveau tirage incriminé a été effectué à l’initiative de l'éditeur, qui a utilisé d’anciens typons d’impression non corrigés et qu’il n’a jamais signé de bon à tirer pour cette réédition. En janvier 2013, il se pourvoit en cassation.
Le 16 octobre 2013, Robert Hébras est définitivement blanchi par la justice française qui a annulé l'arrêt de la cour d'appel de Colmar. La Cour de cassation, première chambre civile (pourvoi no 12.35-434) a estimé que les propos, « s'ils ont pu heurter, choquer ou inquiéter les associations demanderesses, ne faisaient qu'exprimer un doute sur une question historique objet de polémique, de sorte qu'ils ne dépassaient pas les limites de la liberté d'expression,. »

### Fin de vie, mort et obsèques
Devenu seul témoin vivant du massacre d'Oradour-sur-Glane en 1944 depuis le décès de Jean-Marcel Darthout le 4 octobre 2016, Robert Hébras était le seul survivant du massacre encore en vie. Soucieux de la transmission mémorielle auprès des jeunes générations, il initie dès 2020 et accompagne une bande dessinée ("Oradour 1944 - L'Innocence Assassinée" par Jean-François Miniac/Bruno Marivain aux éditions Anspach) relatant le martyr d'Oradour. Le 15 mai 2022, il annonce à la radio son retrait « volontaire » de témoin du massacre d'Oradour dans la « vie publique » du fait de son grand âge.
Il meurt à l'âge de 97 ans le 11 février 2023 à l'hôpital de Saint-Junien en Haute-Vienne, à quelques kilomètres d'Oradour,,.
Le 17 février, lors de ses obsèques, un hommage national lui est rendu au cimetière d'Oradour-sur-Glane ; plusieurs personnalités politiques y assistent, dont Pap Ndiaye, ministre de l'Éducation nationale représentant le président de la République, ainsi que l'ancien président François Hollande,. 
L'une de ses petites-filles, Agathe Hébras, par ailleurs anciennement employée par la Fondation du patrimoine, s'implique particulièrement dans la transmission du message de son grand-père,.

## Distinctions et décorations

### Décorations
- Officier de la Légion d'honneur (13 juillet 2010)[21]
  -  Chevalier de la Légion d'honneur (9 juin 2001)[22]
- Commandeur de l'ordre national du Mérite (25 janvier 2022)[23]
- Commandeur de l'ordre des Palmes académiques[24] (30 novembre 2019)
- Croix d'officier de l'ordre du Mérite (2 juin 2015)[25]

### Distinctions

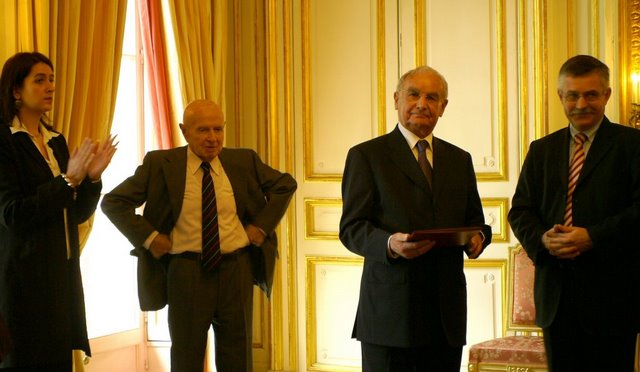
Delphine Hébras (petite-fille), Jean Serog (99 ans), Robert Hébras et l’ambassadeur Hubert Heiss à l’ambassade d’Autriche à Paris.

- Prix autrichien pour la mémoire de l'Holocauste Remis le 17 mars 2008 par l'ambassadeur Hubert Heiss à l'ambassade d'Autriche à Paris « pour son engagement remarquable dans la lutte contre l’oubli en tant que témoin, mais aussi pour son implication passionnée dans le travail de réconciliation entre les Allemands, les Français et les Autrichiens ».

« Il faut considérer la distinction de Robert Hébras comme un hommage aux victimes du massacre d’Oradour et comme une marque de respect pour le travail des survivants. »

— Andreas Maislinger, président et fondateur du Service autrichien de la Mémoire
- Prix du citoyen européen 2017[26]

## Publications
- Oradour-sur-Glane, le drame heure par heure, Saumur, Éditions CMD, 1992  (ISBN 2-909-82600-7)
- Oradour-sur-Glane, notre village assassiné, André Desourteaux et Robert Hébras, Montreuil-Bellay, Éd. CMD, 1998  (ISBN 2-909826-65-1)
- Robert Hébras et Laurent Borderie, Avant que ma voix ne s’éteigne, Paris, Elytel, 2014, 128 p. (ISBN 978-2-917182-09-3).
- Le Dernier Témoin d'Oradour-sur-Glane. Un témoignage pour les générations futures, Mélissa Boufigi, Agathe Hébras, Robert Hébras, HarperCollins, 2022  (ISBN 979-1033909507)
- Oradour 1944, L'Innocence assassinée (BD, scénario : Jean-François Miniac ; dessin : Bruno Marivain ; supervision pour moitié : Robert Hébras), éditions Anspach - mai 2024.

### Filmographie
- 2003 : Rencontre avec Robert Hébras : sur les traces de vie effacée, documentaire du réalisateur allemand Bodo Kaiser
- 2011 : Une vie avec Oradour, documentaire avec Jean-Marcel Darthout. Robert Hébras y évoque notamment son parcours après le massacre.

### Radio
- « Oradour-sur-Glane : Robert, le dernier témoin » (émission Hondelatte raconte sur Europe 1) (consulté le 25 mars 2021)